# کهریز (ازنا)
روستای کهریز ده حاجی از توابع ازنا دارای آبی بسیار عالی برای نوشیدن است که از کوه‌های بالای روستا سرچشمه می‌گیرد و به مخزن بالای روستا می‌آید با توجه به اینکه از ارتفاع آب می‌آید بدون اینکه پمپی داشته باشد فشار بسیار بالایی دارد و حتی در طبقات بالایی هم نمی‌توان با گرفتن جلوی شیر آب لحظه ای آن را متوقف کرد و این از نعمات الهی است. در این روستا که از سال ۱۳۶۴ دارای برق می‌باشد هم‌اکنون در دی ماه ۱۳۹۸ قرار داریم در حال گاز رسانی است.
نویسنده داوود زوله
کهریز یا کهریز ده حاجی روستایی از توابع بخش جاپلق شهرستان ازنا در استان لرستان ایران است.

## جمعیت
این روستا در دهستان جاپلق غربی قرار دارد و بر اساس سرشماری مرکز آمار ایران در سال ۱۳۸۵، جمعیت آن ۳۶۱ نفر (۸۹ خانوار) بوده‌است.